# بيكي ماتشاي
بيكي ماتشتاي (بالكتشوا: piki flea، mach'ay cave ،flea cave)‏ هو موقع أثري في وادي أياكوتشو في بيرو، تدل نتائج الكربون المشع في هذا الكهف، على تواجد البشر فيه بين 22200 إلى 14700 سنة مضت.
كان ريتشارد إس ماكنيش أول مستغور يدخل الكهف، ويعد الكهف جزءً من مجمع أياكوتشو ، وهي ثقافة وجدت في العديد من مواقع الكهوف بما في ذلك جايا ماتشاي.

## الآثار
تشمل القطع الأثرية المكتشفة في الموقع أدوات مكسورة أحادية الوجه ، مصنوعة من البازلت والصخور ، وعظام لخيول ، وجمال ، وحيوانات الكسلان، يقدر عمرها بحوالي 15000 إلى 11000 سنة قبل الميلاد.

## الزراعة
يوجد في الكهف بقايا لبعض من أقدم النباتات في بيرو ، حيث عثر فيه كالاباش خياري يبلغ عمره 11000 عام.  كما عثر على بقايا نباتات القطيفة والقطن والقرع واللوكوما والكينوا في وادي أياكوتشو تعود إلى 3000 عام قبل الميلاد، كما عثر على بقايا ذرة وفاصوليا تعود إلى 4000 عام قبل الميلاد، وعلى فلفل حار من 5500 إلى 4300 سنة قبل الميلاد،  وتشير الكميات الكبيرة من عظام خنزير غينيا إلى تربية محتملة ، وربما ربيا اللاما من 4300 إلى 2800 عام قبل الميلاد.